# Carinina sinensis
Carinina sinensis är en djurart som tillhör fylumet slemmaskar, och som beskrevs av Gibson och Scott D. Sundberg 1999. Carinina sinensis ingår i släktet Carinina och familjen Tubulanidae. Inga underarter finns listade i Catalogue of Life.